# San Bernardino in Panisperna
San Bernardino in Panisperna ou San Bernardino da Siena ai Monti é uma igreja de Roma, Itália, localizada no rione Monti, na via Panisperna. É dedicada a São Bernardino de Siena.

## História
Esta igreja foi construída sobre as ruínas do antigo mosteiro de Santa Veneranda, pDeara onde o papa Clemente VIII (r. 1592–1605) mudou as freiras franciscanas terceiras que viviam no convento de Santa Eufêmia. A igreja foi construída entre os séculos XVI e XVII sobre um edifício elíptico (cujo traçado se mantém) e solenemente consagrada em 1625.
Na cúpula estão afrescos de Bernardino Gagliardi sobre a "Glória de São Bernardino e de outros Santos Franciscanos". Numa capela lateral está o crucifixo perante o qual costumava rezar Santa Brígida da Suécia. Na porta da sacristia está "Santos Francisco, Clara e Ágata".
Armellini acrescenta ainda que:
| “ | ...ali foi sepultado o famoso cardeal Guglielmo Sirleto. Vizinho da igreja estava a residência do nobre romano Quirino Garzonio, que abrigou Santo Inácio e alguns de seus primeiros companheiros. | ” |
|   | — Mariano Armellini, Le chiese di Roma dal secolo IV al XIX. |   |

Desde 2003, esta igreja serve à comunidade cristã chinesa de Roma.

## Galeria

Imagens da igreja
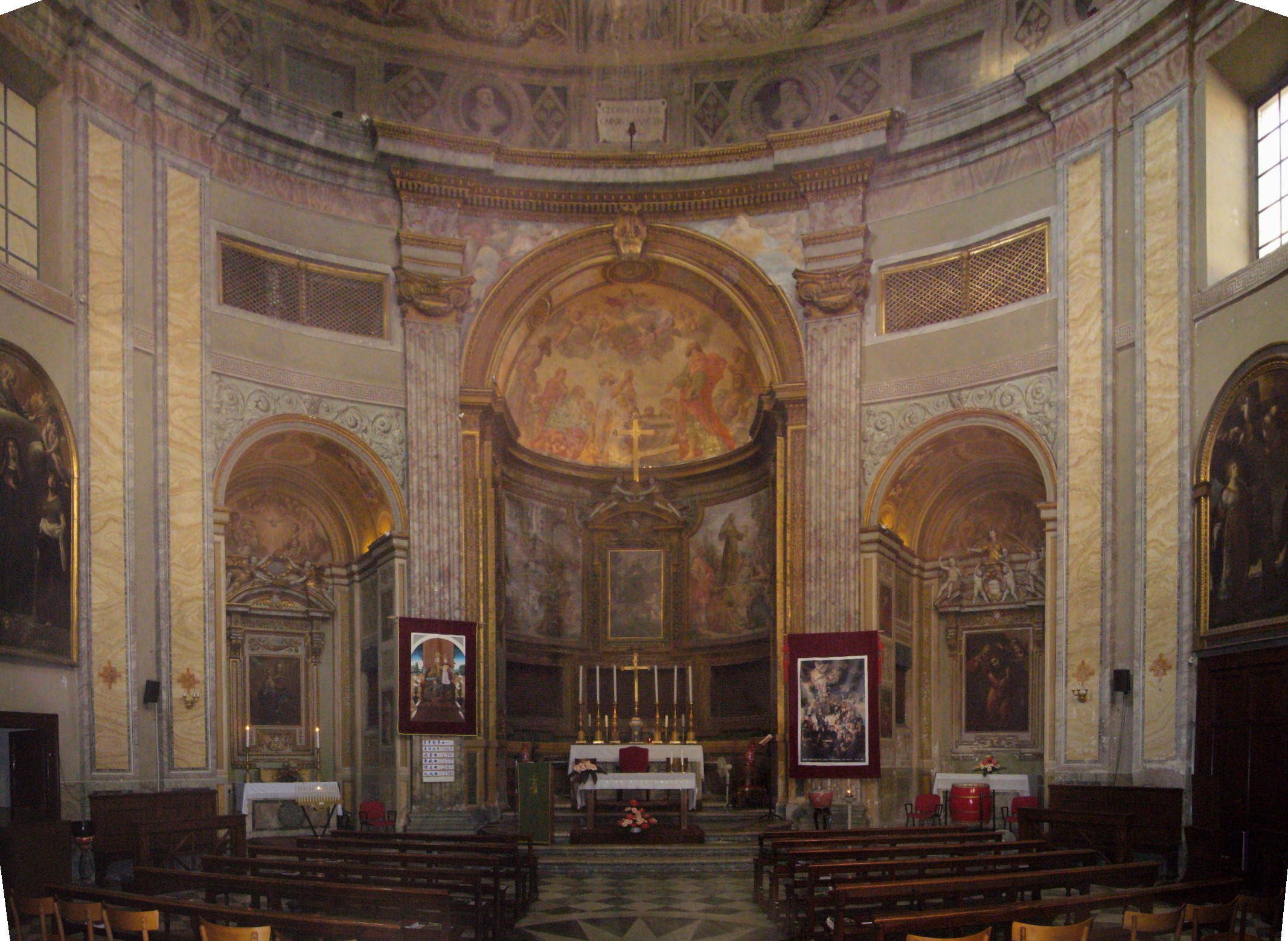
Interior.
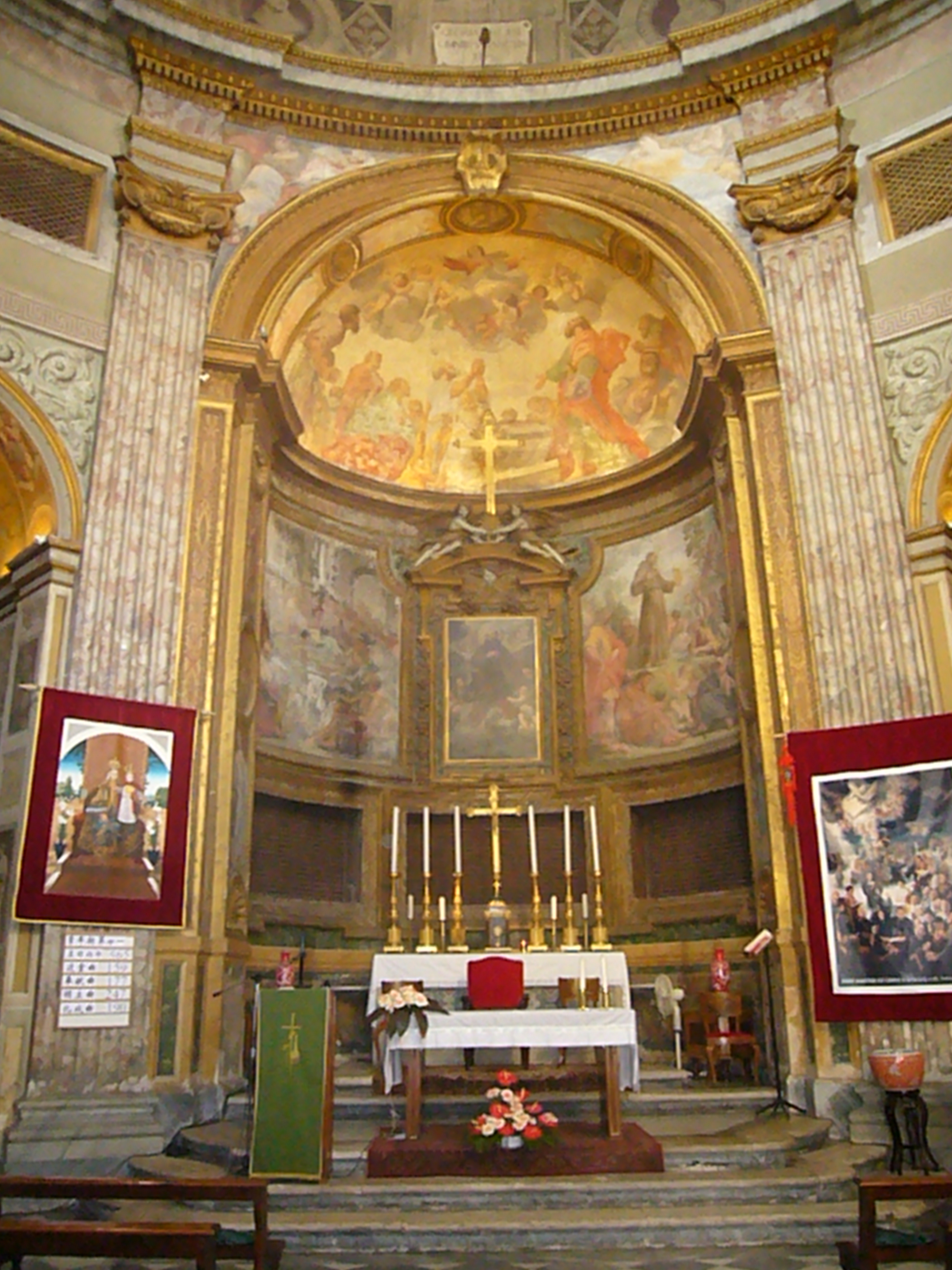
Altar-mor.
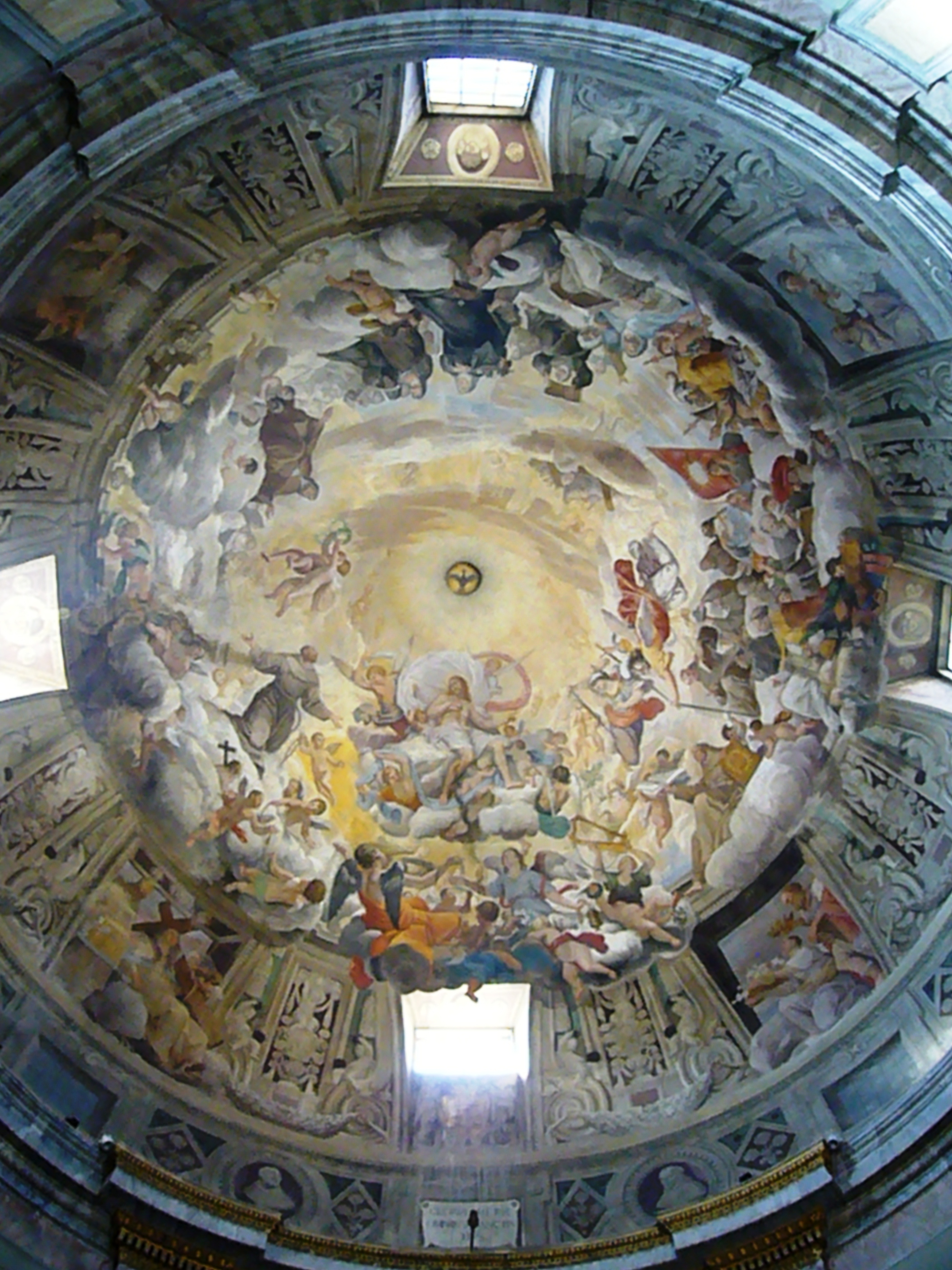
Interior da cúpula, "Glória de São Bernardino", de Bernardino Gagliardi.
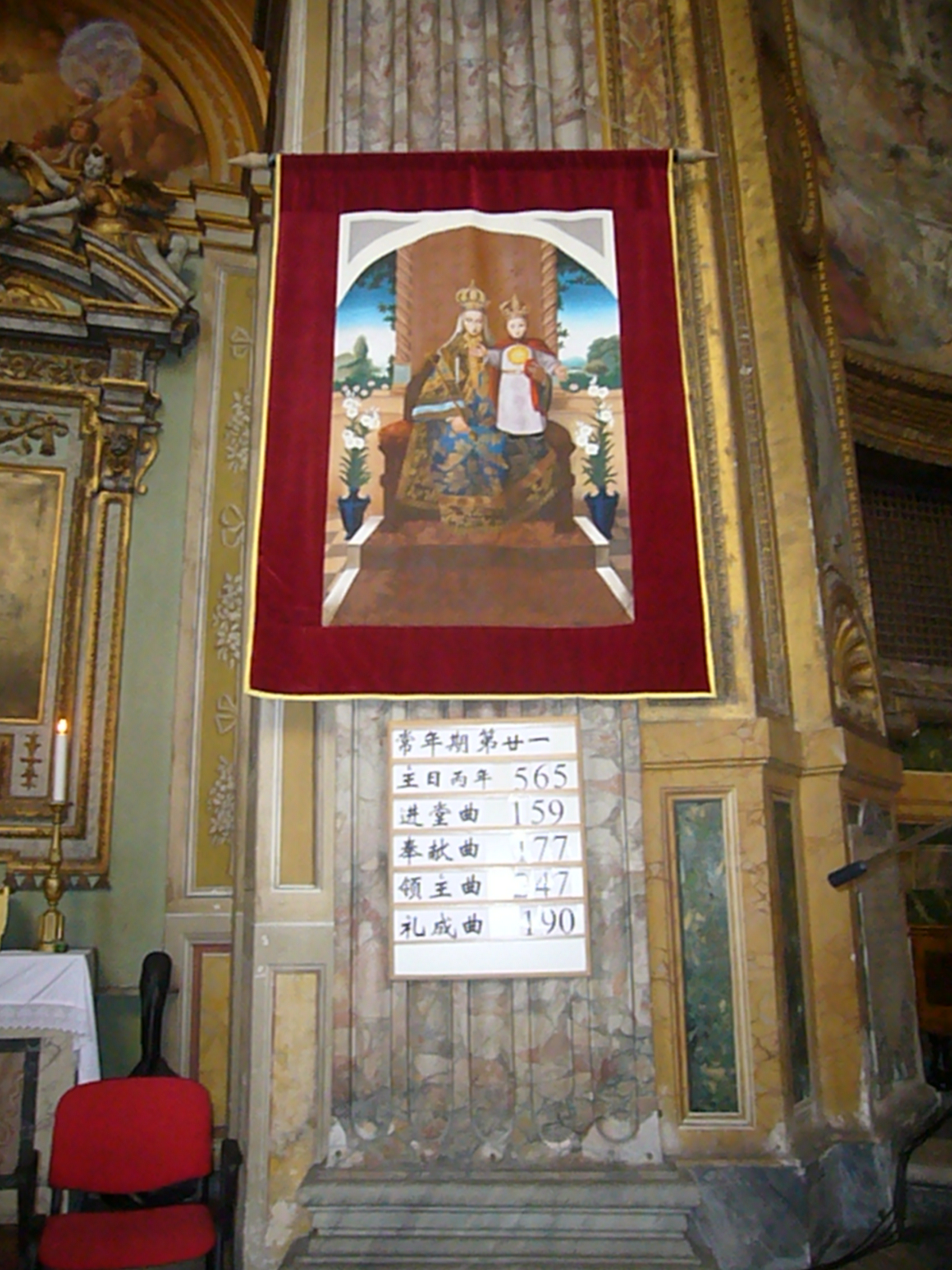
"Madona com o Menino", imagem da comunidade chinesa que frequenta a igreja.